# As Lions
As Lions is een Britse hardrockband afkomstig uit Londen.

## Biografie
De band werd in 2015 opgericht door zanger Austin Dickinson (zoon van Bruce Dickinson), gitarist Will Homer en bassist Conor O'Keefe nadat hun eerdere band Rise to Remain (waarmee ze vooral metalcore maakten) uit elkaar ging. Later voegden zij drummer David Fee en bassist Stefan Whiting toe aan hun bezetting, waardoor O'Keefe doorschoof naar de gitaar en keyboards. In december van datzelfde jaar tekende de band een contract bij Better Noise Records.
In oktober 2016 bracht de band haar eerste EP, Aftermath uit. De EP werd geproduceerd door Dave Bendeth, die reeds met bands als Of Mice & Men, Paramore en Bring Me the Horizon samenwerkte. Datzelfde jaar nog toerde de band als voorprogramma van Trivium door het Verenigd Koninkrijk en met Five Finger Death Punch en Shinedown door de Verenigde Staten.
Op 20 januari 2017 bracht de band dan haar eveneens door Bendeth geproduceerde debuutalbum Selfish Age uit. Dat voorjaar toerde de band als voorprogramma voor I Prevail door Noord-Amerika.

## Bezetting
- Austin Dickinson – leidende vocalen
- Connor O'Keefe – leidende gitaar, keyboard
- Will Homer – slaggitaar
- Stefan Whiting – bas
- Dave Fee – drums

## Discografie
Studioalbums
- 2017: Selfish Age

Ep's
- 2016: Aftermath